# Roger Lemerre
Roger Lemerre (* 18. červen 1941, Bricquebec) je bývalý francouzský fotbalista a fotbalový trenér.
Jako hráč hrával na pozici obránce. Působil ve francouzských klubech Sedan Ardennes, FC Nantes, AS Nancy a RC Lens. Šestkrát nastoupil i ve francouzské reprezentaci.
Mnohem více však proslul jako trenér. V letech 1998–2002 vedl francouzský národní tým, vyhrál s ním mistrovství Evropy roku 2000 a Konfederační pohár 2001. Trénoval ho též na světovém šampionátu 2002. Úspěchu dosáhl i na lavičce reprezentace Tuniska, jíž vedl v letech 2002–2008 a v roce 2004 s ní vyhrál Africký pohár národů. V letech 2008–2009 trénoval i reprezentaci Maroka.